# 荒木宰
荒木 宰（あらき つかさ）は、日本の女性漫画家。2012年、『いつか、夜明けの空で待ってる。』（講談社）でデビューした。

## 来歴
東京工学院専門学校マンガ科を卒業。諫山創のアシスタントを経験している。
デビュー作の『いつか、夜明けの空で待ってる。』を『マガジンSPECIAL』（講談社）の2012年10号より連載開始。同年11月2日発売の『月刊少年ライバル』（同）12月号より、原田重光を原作に迎えて制作された学園エロコメディ『桃の魔術師』の連載を開始。
2014年、至道流星の小説『大日本サムライガール』が4社で展開される企画が行われ、そのコミカライズ『大日本サムライガール新党』を同年9月5日発売の『ヤングマガジンサード』（同）創刊号より連載開始。2016年4月8日発売の『ビッグコミックスペリオール』（小学館）9号より、石川優吾の原作によるキュートなゾンビを主人公として描いた「ゾンビパニックギャグコメディ」作品『今日からゾンビ！』の連載を開始。
2017年8月、『少年マガジンエッジ』（講談社）9月号より、オタクサークルの美少女を題材としたミステリー『オタサーの姫殺人事件』の連載を開始。

## 作品リスト

### 漫画作品
- 『いつか、夜明けの空で待ってる。』講談社〈少年マガジンコミックス〉全3巻（『マガジンSPECIAL』2012年10号[6] - 2014年2号[14]）
- 『桃の魔術師』講談社〈ライバルKC〉全3巻（原作：原田重光、『月刊少年ライバル』2012年12月号[7] - 2014年5月号[15]）
- 『大日本サムライガール新党』講談社〈ヤンマガKC〉全3巻（原作：至道流星、『ヤングマガジンサード』2014年Vol.1〈創刊号[10]〉 - 2016年Vol.2[16]） - 連載前の仮タイトルは「大日本サムライガール＋（仮）」[8]。
- 『今日からゾンビ！』小学館〈ビッグコミックス〉全2巻（原作：石川優吾、『ビッグコミックスペリオール』2016年9号[11] - 2017年9号）
- 『ニーチェが京都にやってきて17歳の私に哲学のこと教えてくれた。』小学館〈ビッグコミックススペシャル〉全3巻（原作：原田まりる、キャラクター原案：杉基イクラ、『モバMAN』2018年 - 2019年刊） - 同名小説のコミカライズ[17]。
- 『オタサーの姫殺人事件』講談社〈マガジンエッジコミックス〉全3巻（『少年マガジンエッジ』2017年9月号[13] - 2018年10月号[18]）
- 『アラフォーリーマンのシンデレラ転生』LINE Digital Frontier〈LINEコミックス〉全4巻（原作：原田まりる、原作キャラクターデザイン：森倉円、『LINEマンガ』[19]2019年11月19日[20] - 2022年4月5日[21]） - ライトノベルのコミカライズ[19]。
- 『転生ゴブリンだけど質問ある？』集英社〈ヤングジャンプ コミックス〉既刊13巻（原作：三木なずな、『となりのヤングジャンプ』[22]、2020年2月26日[23] - 連載中）

### その他
- ホロライブ特集（『週刊ヤングジャンプ』2022年11号[24]） - 獅白ぼたんのイラスト描きおろし[24]